# Bon Boullogne

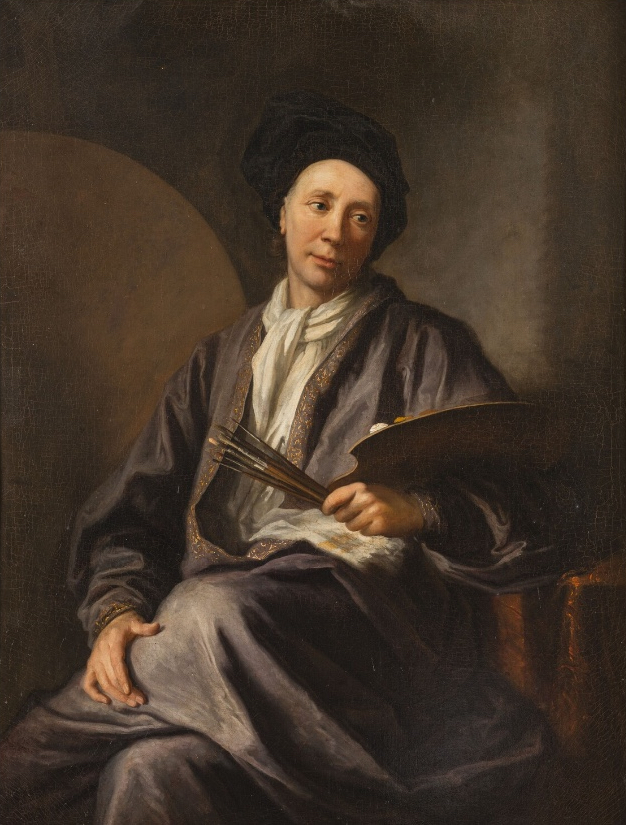
Porträt von Bon Boullogne, gemalt von Gilles Allou um 1711

Bon Boullogne, auch Boulogne oder Boulongne (* 22. Februar 1649 in Paris; † 16. Mai 1717 ebd.), war ein französischer Maler des Barocks.

## Biographisches
Bon Boullogne ging früh nach Rom und in die Lombardei, wo er nachhaltig von den Bolognesen, insbesondere von den Carracci und von Correggio geprägt wurde. Nach seiner Rückkehr nach Frankreich widmete er sich der Ausschmückung des großen Treppenhauses und der Schlosskapelle von Versailles. Ferner arbeitete er auch in Marly und im Trianon.

## Werke (Auswahl)

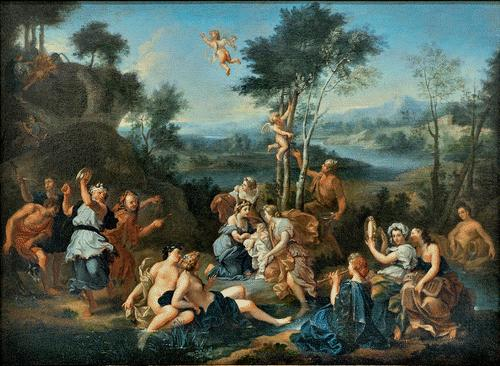
Die Geburt des Jupiter, um 1680
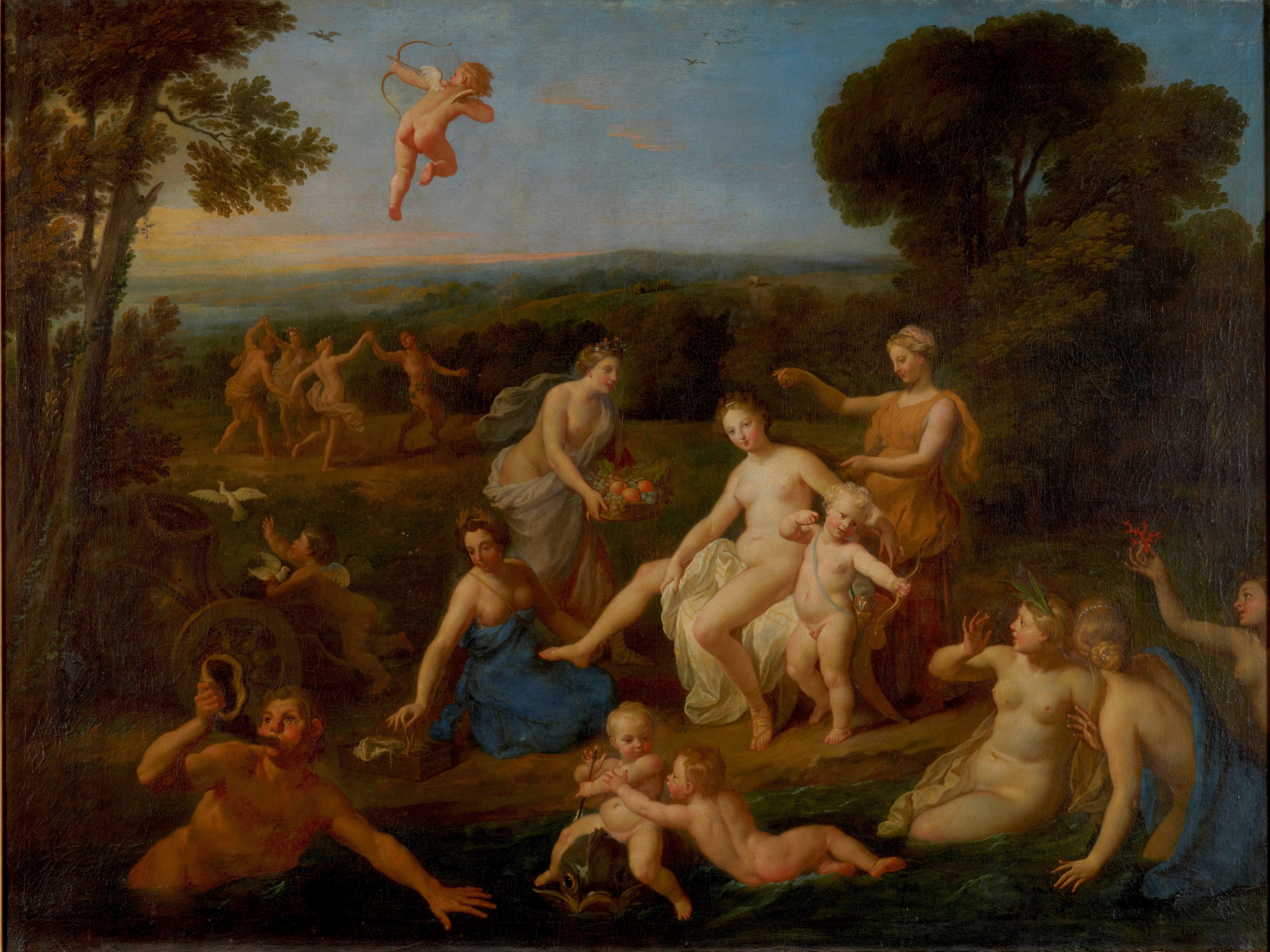
Das Bad der Venus, um 1700
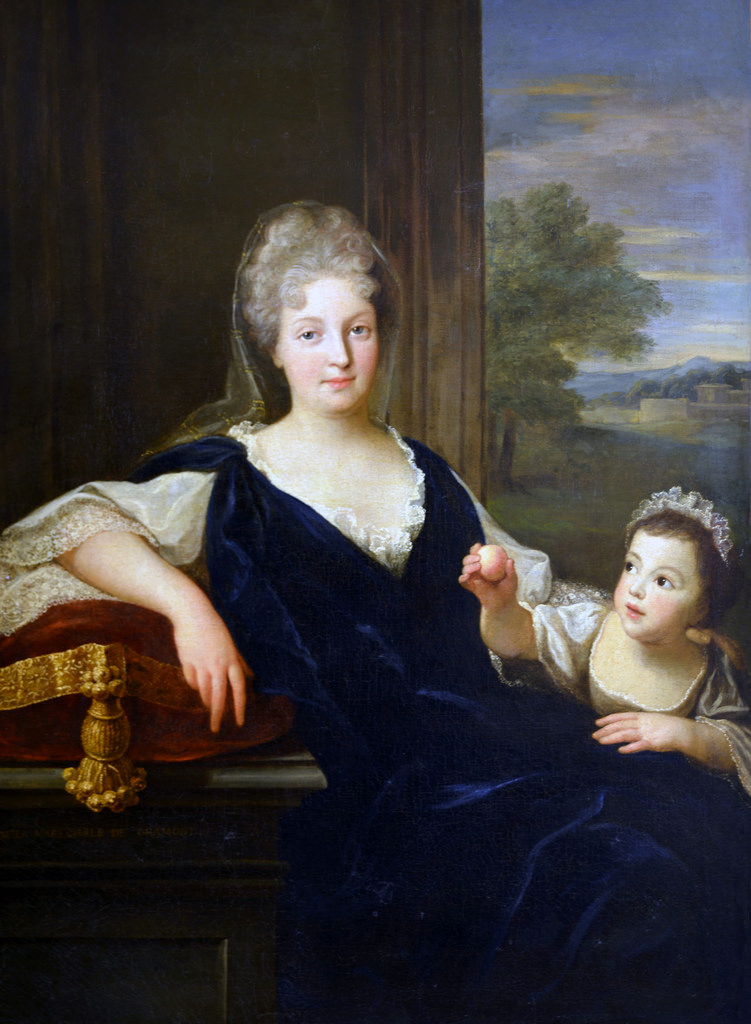
Marie Christine de Noailles mit ihrer Tochter Marie Adélaïde, um 1704
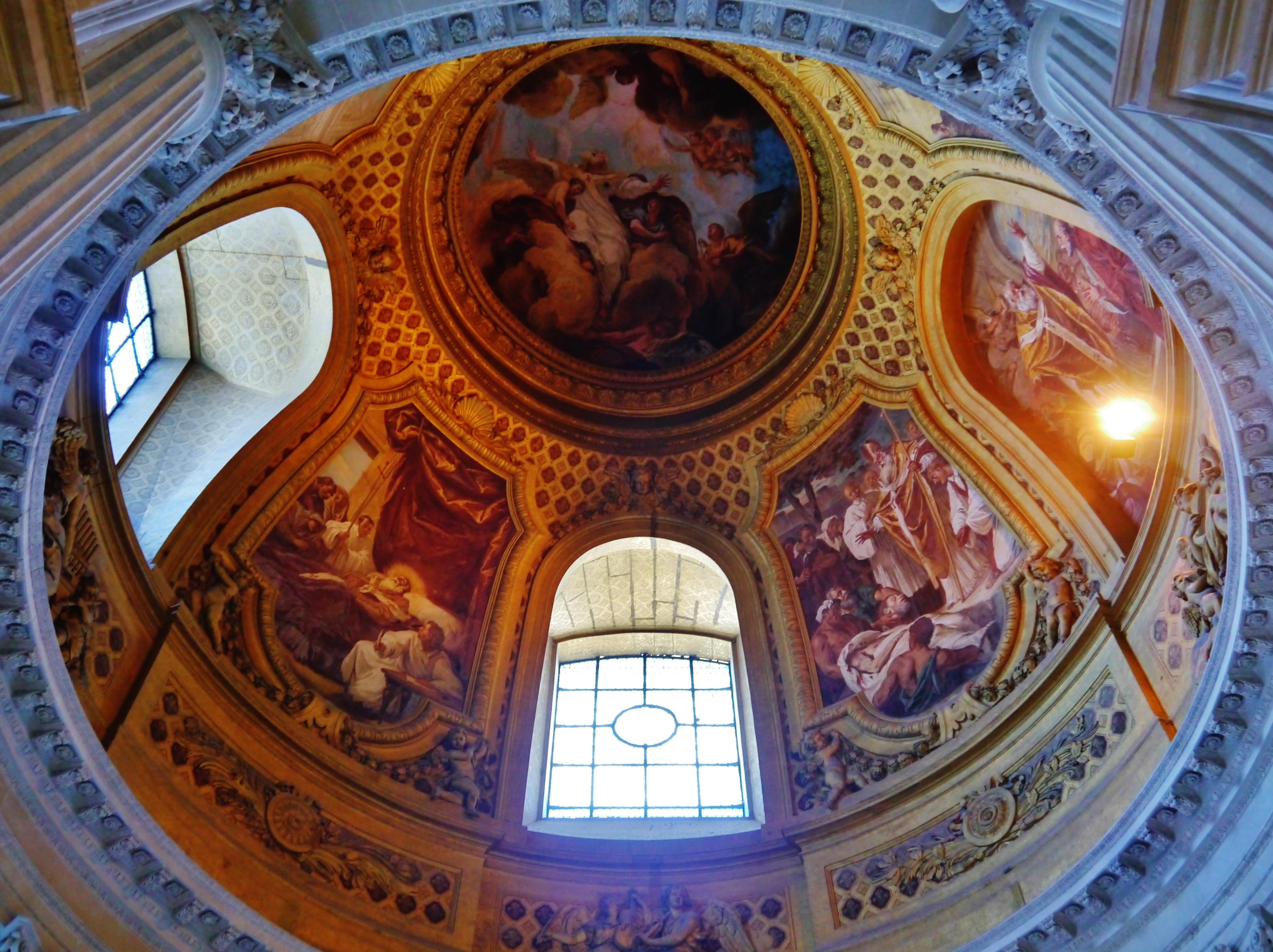
Kuppel des Invalidendoms
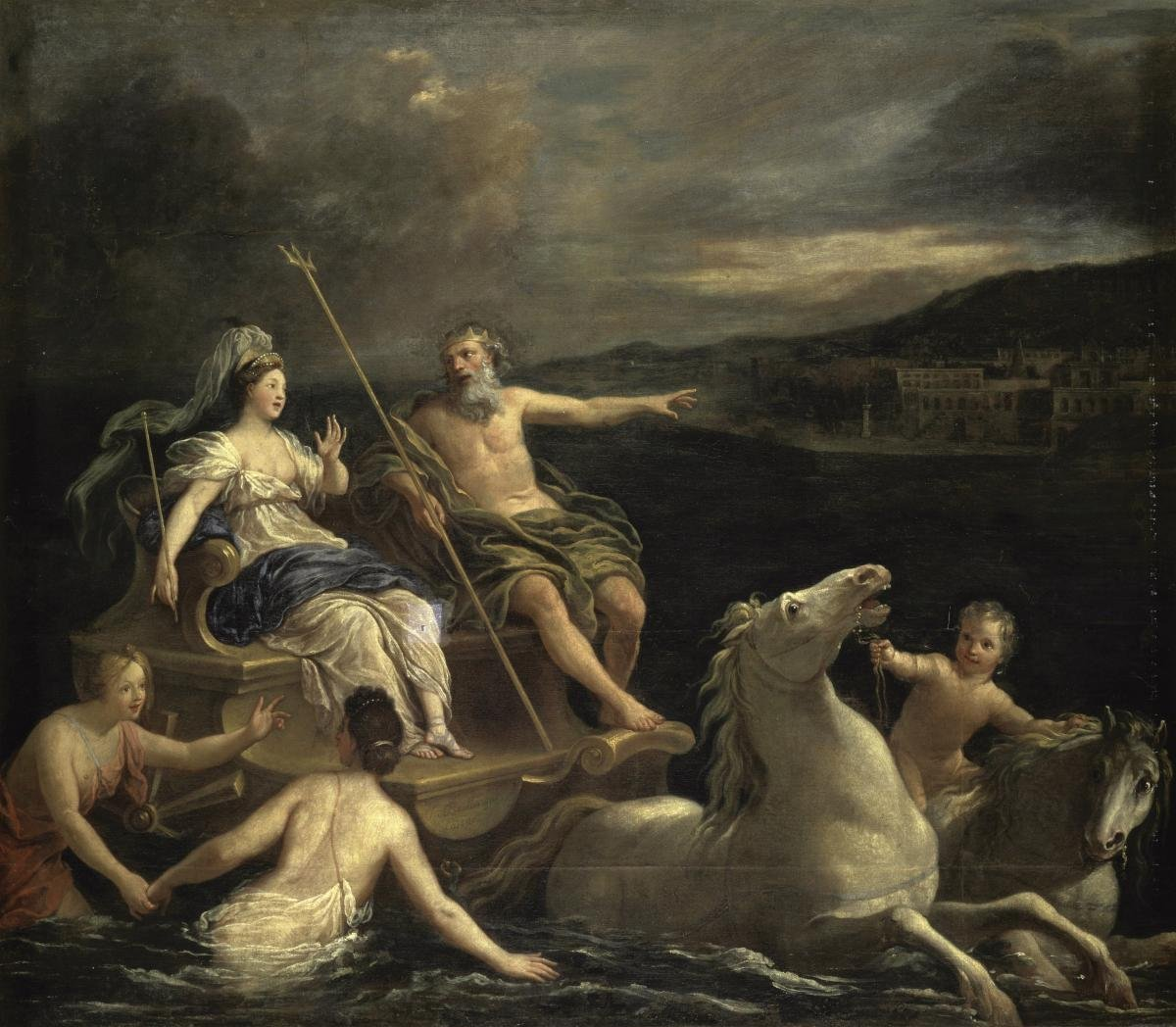
Triumph des Neptun, zwischen 1700 und 1717

Boullognes Werke sind unter anderem im Schloss Sanssouci und im Louvre in Paris ausgestellt.